# 8 Hours of Bahrain 2023

Tor Bahrain International Circuit

8 Hours of Bahrain 2023 (Bapco Energies 8 Hours of Bahrain 2023) – długodystansowy wyścig samochodowy, który odbył się 4 listopada 2023 roku na torze Bahrain International Circuit. Był on siódmą a zarazem ostatnią rundą sezonu 2023 serii FIA World Endurance Championship.

## Tło
Był to ostatni wyścig dla klas LMP2 i LMGTE Am. Tym samym ostatnie dwie klasy, które ścigały się nieprzerwanie od inauguracyjnego sezonu FIA WEC w 2012, przeszły do historii. Wyścig w Bahrajnie był też ostatnim dla aut kategorii LMGTE.

## Uczestnicy
Lista startowa została opublikowana 26 września i zawierała 36 zgłoszeń – 12 w klasie Hypercar, 11 w klasie LMP2 oraz 13 w klasie LMGTE Am.
Nico Müller powrócił do ścigania w załodze #94 Peugeot TotalEnergies po opuszczeniu poprzedniej rundy z powodu kontuzji. Mirko Bortolotti wrócił do składu #63 Prema Racing po opuszczeniu poprzednich dwóch wyścigów. Tom Blomqvist ponownie ścigał się w załodze #23 United Autosports. Liam Talbot zastąpił Satoshiego Hoshino w składzie auta #777 D’Station Racing. Ryan Briscoe zastąpił João Paulo de Oliveirę w obsadzie auta #4 Floyd Vanwall Racing Team. Esteban Masson zadebiutował w FIA WEC zastępując Scotta Huffakera w obsadzie auta #57 Kessel Racing.

## Harmonogram
| Dzień                 | Godzina | Sesja                           | Długość  |
| --------------------- | ------- | ------------------------------- | -------- |
| Czwartek, 2 listopada | 12:15   | Pierwsza sesja treningowa       | 90 minut |
| Czwartek, 2 listopada | 17:30   | Druga sesja treningowa          | 90 minut |
| Piątek, 3 listopada   | 12:00   | Trzecia sesja treningowa        | 60 minut |
| Piątek, 3 listopada   | 16:15   | Sesja kwalifikacyjna – LMGTE Am | 15 minut |
| Piątek, 3 listopada   | 16:40   | Sesja kwalifikacyjna – LMP2     | 15 minut |
| Piątek, 3 listopada   | 17:05   | Sesja kwalifikacyjna – Hypercar | 15 minut |
| Sobota, 4 listopada   | 14:00   | Wyścig                          | 8 godzin |
| Źródło                |         |                                 |          |

## Sesje treningowe
| Klasa          | Zespół                 | Samochód                 | Czas           | Okr.           |
| Sesja pierwsza | Sesja pierwsza         | Sesja pierwsza           | Sesja pierwsza | Sesja pierwsza |
| -------------- | ---------------------- | ------------------------ | -------------- | -------------- |
| Hypercar       | #7 Toyota Gazoo Racing | Toyota GR010 Hybrid      | 1:49,856       | 35             |
| LMP2           | #22 United Autosports  | Oreca 07                 | 1:54,100       | 20             |
| LMGTE Am       | #777 D'Station Racing  | Aston Martin Vantage AMR | 1:59,516       | 22             |
| Sesja druga    |                        |                          |                |                |
| Hypercar       | #7 Toyota Gazoo Racing | Toyota GR010 Hybrid      | 1:46,851       | 41             |
| LMP2           | #22 United Autosports  | Oreca 07                 | 1:52,850       | 39             |
| LMGTE Am       | #57 Kessel Racing      | Ferrari 488 GTE Evo      | 1:58,246       | 39             |
| Sesja trzecia  |                        |                          |                |                |
| Hypercar       | #2 Cadillac Racing     | Cadillac V-Series.R      | 1:49,512       | 29             |
| LMP2           | #23 United Autosports  | Oreca 07                 | 1:53,661       | 25             |
| LMGTE Am       | #56 Project 1 – AO     | Porsche 911 RSR-19       | 1:58,214       | 27             |

## Kwalifikacje
Pole position w każdej kategorii oznaczone jest pogrubieniem.
| Poz.   | Klasa    | Zespół                        | Kierowca              | Czas     | Strata  | Poz. s. |
| ------ | -------- | ----------------------------- | --------------------- | -------- | ------- | ------- |
| 1      | Hypercar | #8 Toyota Gazoo Racing        | Brendon Hartley       | 1:46,564 | —       | 1       |
| 2      | Hypercar | #7 Toyota Gazoo Racing        | Kamui Kobayashi       | 1:47,053 | +0,489  | 2       |
| 3      | Hypercar | #2 Cadillac Racing            | Alex Lynn             | 1:47,265 | +0,701  | 3       |
| 4      | Hypercar | #6 Porsche Penske Motorsport  | Kévin Estre           | 1:47,712 | +1,148  | 4       |
| 5      | Hypercar | #50 Ferrari AF Corse          | Antonio Fuoco         | 1:47,739 | +1,175  | 5       |
| 6      | Hypercar | #51 Ferrari AF Corse          | Alessandro Pier Guidi | 1:47,828 | +1,264  | 6       |
| 7      | Hypercar | #5 Porsche Penske Motorsport  | Frédéric Makowiecki   | 1:47,946 | +1,382  | 7       |
| 8      | Hypercar | #99 Proton Competition        | Gianmaria Bruni       | 1:47,964 | +1,400  | 8       |
| 9      | Hypercar | #38 Hertz Team JOTA           | William Stevens       | 1:48,555 | +1,991  | 9       |
| 10     | Hypercar | #93 Peugeot TotalEnergies     | Paul di Resta         | 1:48,987 | +2,423  | 10      |
| 11     | Hypercar | #94 Peugeot TotalEnergies     | Nico Müller           | 1:49,502 | +2,938  | 11      |
| 12     | Hypercar | #4 Floyd Vanwall Racing Team  | Esteban Guerrieri     | 1:50,682 | +4,118  | 12      |
| 13     | LMP2     | #23 United Autosports         | Tom Blomqvist         | 1:52,290 | +5,726  | 13      |
| 14     | LMP2     | #36 Alpine Elf Team           | Charles Milesi        | 1:52,561 | +5,997  | 14      |
| 15     | LMP2     | #31 Team WRT                  | Robin Frijns          | 1:52,898 | +6,334  | 15      |
| 16     | LMP2     | #10 Vector Sport              | Gabriel Aubry         | 1:52,903 | +6,339  | 16      |
| 17     | LMP2     | #22 United Autosports         | Filipe Albuquerque    | 1:52,992 | +6,428  | 17      |
| 18     | LMP2     | #9 Prema Racing               | Bent Viscaal          | 1:53,033 | +6,469  | 18      |
| 19     | LMP2     | #34 Inter Europol Competition | Albert Costa          | 1:53,086 | +6,522  | 19      |
| 20     | LMP2     | #63 Prema Racing              | Mirko Bortolotti      | 1:53,191 | +6,627  | 20      |
| 21     | LMP2     | #28 JOTA                      | Pietro Fittipaldi     | 1:53,320 | +6,756  | 21      |
| 22     | LMP2     | #41 Team WRT                  | Louis Delétraz        | 1:53,580 | +7,016  | 22      |
| 23     | LMP2     | #35 Alpine Elf Team           | André Negrão          | 1:54,023 | +7,459  | 23      |
| 24     | LMGTE Am | #85 Iron Dames                | Sarah Bovy            | 1:58,692 | +12,128 | 24      |
| 25     | LMGTE Am | #777 D'Station Racing         | Liam Talbot           | 1:58,982 | +12,418 | 25      |
| 26     | LMGTE Am | #25 ORT by TF                 | Ahmad Al Harthy       | 1:59,161 | +12,597 | 26      |
| 27     | LMGTE Am | #57 Kessel Racing             | Takeshi Kimura        | 1:59,162 | +12,598 | 27      |
| 28     | LMGTE Am | #33 Corvette Racing           | Ben Keating           | 1:59,412 | +12,848 | 28      |
| 29     | LMGTE Am | #98 NorthWest AMR             | Ian James             | 1:59,683 | +13,119 | 29      |
| 30     | LMGTE Am | #54 AF Corse                  | Thomas Flohr          | 1:59,761 | +13,197 | 30      |
| 31     | LMGTE Am | #77 Dempsey – Proton Racing   | Christian Ried        | 2:00,063 | +13,499 | 31      |
| 32     | LMGTE Am | #83 Richard Mille AF Corse    | Luís Pérez Companc    | 2:00,279 | +13,715 | 32      |
| 33     | LMGTE Am | #56 Project 1 – AO            | P.J. Hyett            | 2:00,446 | +13,882 | 33      |
| 34     | LMGTE Am | #86 GR Racing                 | Michael Wainwright    | 2:01,275 | +14,711 | 34      |
| 35     | LMGTE Am | #60 Iron Lynx                 | Claudio Schiavoni     | 2:01,547 | +14,983 | 35      |
| 36     | LMGTE Am | #21 AF Corse                  | Franck Dezoteux       | 2:02,646 | +16,082 | 36      |
| Źródła |          |                               |                       |          |         |         |

## Wyścig

### Wyniki
Minimum do bycia sklasyfikowanym (70 procent dystansu pokonanego przez zwycięzców wyścigu) wyniosło 174 okrążenia. Zwycięzcy klas są oznaczeni pogrubieniem.
| Poz.              | Klasa            | Zespół                                    | Kierowcy                                                    | Samochód                 | Opony | Okr. | Czas/Strata   |
| ----------------- | ---------------- | ----------------------------------------- | ----------------------------------------------------------- | ------------------------ | ----- | ---- | ------------- |
| 1                 | Hypercar         | #8 Toyota Gazoo Racing                    | Sébastien Buemi Brendon Hartley Ryō Hirakawa                | Toyota GR010 Hybrid      | M     | 249  | 8:01:25,308   |
| 2                 | Hypercar         | #7 Toyota Gazoo Racing                    | Mike Conway Kamui Kobayashi José María López                | Toyota GR010 Hybrid      | M     | 249  | +47,516       |
| 3                 | Hypercar         | #50 Ferrari AF Corse                      | Antonio Fuoco Miguel Molina Nicklas Nielsen                 | Ferrari 499P             | M     | 249  | +1:36,286     |
| 4                 | Hypercar         | #38 Hertz Team JOTA                       | António Félix da Costa William Stevens Yifei Ye             | Porsche 963              | M     | 249  | +1:37,248     |
| 5                 | Hypercar         | #6 Porsche Penske Motorsport              | Kévin Estre André Lotterer Laurens Vanthoor                 | Porsche 963              | M     | 248  | +1 okrążenie  |
| 6                 | Hypercar         | #51 Ferrari AF Corse                      | Alessandro Pier Guidi James Calado Antonio Giovinazzi       | Ferrari 499P             | M     | 248  | +1 okrążenie  |
| 7                 | Hypercar         | #5 Porsche Penske Motorsport              | Dane Cameron Michael Christensen Frédéric Makowiecki        | Porsche 963              | M     | 247  | +2 okrążenia  |
| 8                 | Hypercar         | #94 Peugeot TotalEnergies                 | Loïc Duval Gustavo Menezes Nico Müller                      | Peugeot 9X8              | M     | 247  | +2 okrążenia  |
| 9                 | Hypercar         | #93 Peugeot TotalEnergies                 | Paul di Resta Mikkel Jensen Jean-Éric Vergne                | Peugeot 9X8              | M     | 247  | +2 okrążenia  |
| 10                | Hypercar         | #99 Proton Competition                    | Neel Jani Gianmaria Bruni Harry Tincknell                   | Porsche 963              | M     | 247  | +2 okrążenia  |
| 11                | Hypercar         | #2 Cadillac Racing                        | Earl Bamber Alex Lynn Richard Westbrook                     | Cadillac V-Series.R      | M     | 246  | +3 okrążenia  |
| 12                | LMP2             | #41 Team WRT                              | Rui Andrade Robert Kubica Louis Delétraz                    | Oreca 07                 | G     | 238  | +11 okrążeń   |
| 13                | LMP2             | #31 Team WRT                              | Sean Gelael Ferdinand Habsburg Robin Frijns                 | Oreca 07                 | G     | 238  | +11 okrążeń   |
| 14                | LMP2             | #28 JOTA                                  | David Heinemeier-Hansson Pietro Fittipaldi Oliver Rasmussen | Oreca 07                 | G     | 238  | +11 okrążeń   |
| 15                | LMP2             | #9 Prema Racing                           | Filip Ugran Bent Viscaal Juan Manuel Correa                 | Oreca 07                 | G     | 238  | +11 okrążeń   |
| 16                | LMP2             | #63 Prema Racing                          | Doriane Pin Mirko Bortolotti Daniił Kwiat                   | Oreca 07                 | G     | 237  | +12 okrążeń   |
| 17                | LMP2             | #34 Inter Europol Competition             | Jakub Śmiechowski Fabio Scherer Albert Costa                | Oreca 07                 | G     | 237  | +12 okrążeń   |
| 18                | LMP2             | #36 Alpine Elf Team                       | Matthieu Vaxivière Julien Canal Charles Milesi              | Oreca 07                 | G     | 237  | +12 okrążeń   |
| 19                | LMP2             | #23 United Autosports                     | Josh Pierson Tom Blomqvist Oliver Jarvis                    | Oreca 07                 | G     | 237  | +12 okrążeń   |
| 20                | LMP2             | #22 United Autosports                     | Frederick Lubin Philip Hanson Filipe Albuquerque            | Oreca 07                 | G     | 237  | +12 okrążeń   |
| 21                | LMP2             | #35 Alpine Elf Team                       | André Negrão Memo Rojas Olli Caldwell                       | Oreca 07                 | G     | 236  | +13 okrążeń   |
| 22                | LMGTE Am         | #85 Iron Dames                            | Sarah Bovy Michelle Gatting Rahel Frey                      | Porsche 911 RSR-19       | M     | 232  | +17 okrążeń   |
| 23                | LMGTE Am         | #777 D'Station Racing                     | Liam Talbot Casper Stevenson Tomonobu Fujii                 | Aston Martin Vantage AMR | M     | 232  | +17 okrążeń   |
| 24                | LMGTE Am         | #98 Northwest AMR                         | Ian James Daniel Mancinelli Alex Riberas                    | Aston Martin Vantage AMR | M     | 232  | +17 okrążeń   |
| 25                | LMGTE Am         | #54 AF Corse                              | Thomas Flohr Francesco Castellacci Davide Rigon             | Ferrari 488 GTE Evo      | M     | 232  | +17 okrążeń   |
| 26                | LMGTE Am         | #57 Kessel Racing                         | Takeshi Kimura Esteban Masson Daniel Serra                  | Ferrari 488 GTE Evo      | M     | 232  | +17 okrążeń   |
| 27                | LMGTE Am         | #77 Dempsey – Proton Racing               | Christian Ried Mikkel Pedersen Julien Andlauer              | Porsche 911 RSR-19       | M     | 231  | +18 okrążeń   |
| 28                | LMGTE Am         | #33 Corvette Racing                       | Ben Keating Nicolás Varrone Nicky Catsburg                  | Chevrolet Corvette C8.R  | M     | 231  | +18 okrążeń   |
| 29                | LMGTE Am         | #86 GR Racing                             | Michael Wainwright Riccardo Pera Benjamin Barker            | Porsche 911 RSR-19       | M     | 231  | +18 okrążeń   |
| 30                | LMGTE Am         | #83 Richard Mille AF Corse                | Luís Pérez Companc Lilou Wadoux Alessio Rovera              | Ferrari 488 GTE Evo      | M     | 231  | +18 okrążeń   |
| 31                | LMGTE Am         | #56 Project 1 – AO                        | P.J. Hyett Gunnar Jeannette Matteo Cairoli                  | Porsche 911 RSR-19       | M     | 230  | +19 okrążeń   |
| 32                | LMGTE Am         | #21 AF Corse                              | Franck Dezoteux Simon Mann Kei Cozzolino                    | Ferrari 488 GTE Evo      | M     | 229  | +20 okrążeń   |
| 33                | HYPERCAR         | #4 Floyd Vanwall Racing Team              | Esteban Guerrieri Tristan Vautier Ryan Briscoe              | Vanwall Vandervell 680   | M     | 217  | +32 okrążenia |
| Niesklasyfikowani |                  |                                           |                                                             |                          |       |      |               |
|                   | LMGTE Am         | #25 ORT by TF                             | Ahmad Al Harthy Michael Dinan Charlie Eastwood              | Aston Martin Vantage AMR | M     | 217  |               |
| LMP2              | #10 Vector Sport | Ryan Cullen Matthias Kaiser Gabriel Aubry | Oreca 07                                                    | G                        | 216   |      |               |
| Nie ukończyli     |                  |                                           |                                                             |                          |       |      |               |
|                   | LMGTE Am         | #60 Iron Lynx                             | Claudio Schiavoni Matteo Cressoni Alessio Picariello        | Porsche 911 RSR-19       | M     | 163  |               |

### Statystyki

#### Najszybsze okrążenie
| Klasa    | Kierowca           | Zespół                 | Czas     | Okr. |
| -------- | ------------------ | ---------------------- | -------- | ---- |
| Hypercar | Kamui Kobayashi    | #7 Toyota Gazoo Racing | 1:50,139 | 221  |
| LMP2     | Charles Milesi     | #36 Alpine Elf Team    | 1:54,598 | 219  |
| LMGTE Am | Alessio Picariello | #56 Project 1 – AO     | 1:58,394 | 154  |
| Źródło   |                    |                        |          |      |